# Enrico Mainardi
Enrico Mainardi (n. 19 mai 1897, Milano, Regatul Italiei – d. 11 aprilie 1976, München, RFG) a fost un violoncelist, dirijor și compozitor italian.